# Rainer Funk
Rainer Funk (* 18. Februar 1943) ist ein deutscher Psychoanalytiker und leitet das Erich Fromm Institut in Tübingen.

## Leben
Funk studierte Philosophie und Theologie. Von 1972 ab folgte ein Promotionsstudium zur Sozialpsychologie und Ethik Erich Fromms, das 1977 mit „summa“ abgeschlossen wurde. Von 1974 bis 1980 war er Assistent von Erich Fromm, dessen zehnbändige Gesamtausgabe er von 1975 bis 1981 edierte. Der 1980 verstorbene Fromm setzte Funk als seinen Rechte- und Nachlassverwalter ein. Die Bibliothek Fromms und sein Nachlass sowie eine mehr als 12.000 Titel umfassende Sammlung der Literatur über Fromm ist im Erich Fromm Institut sowie online über einen Dokumentenserver öffentlich zugänglich. Von 1985 bis 2018 war Funk als Vorsitzender der Erich-Fromm-Gesellschaft tätig. Ab 1979 praktizierte als Psychoanalytiker in eigener Praxis und nahm zahlreiche Lehraufträge war.
Funk ist verheiratet und hat zwei Söhne. Seit 2013 ist er Lehrbeauftragter an der International Psychoanalytic University Berlin und leitet dort seit 2016 zusammen mit Thomas Kühn das Erich Fromm Study Center.
Schwerpunkt seiner eigenen Forschungen ist die Anwendung der sozialpsychologischen Theorie und Methode Erich Fromms auf gesellschaftliche Entwicklungen der Gegenwart. So beschrieb er den selbstbestimmten Sozialisationstypus der Gegenwart als „ich-orientierten“ Sozialcharakter. Eine ca. 500 Titel umfassende Publikationsliste ist auf seiner Website zugänglich.

## Werke
- Mut zum Menschen. Erich Fromms Denken und Werk, seine humanistische Religion und Ethik.  Mit einem Nachwort von Erich Fromm. DVA, Stuttgart 1978, ISBN 3-421-01858-8, ISBN 3-421-01847-2 (zugleich Dissertation an der Universität Tübingen, Fachbereich Katholische Theologie, 1978).
- Erich Fromm, mit Selbstzeugnissen und Bilddokumenten dargestellt (= Rowohlts Monographien. Bd. 322). Rowohlt, Reinbek bei Hamburg 1983, ISBN 3-499-50322-0.
- als Herausgeber: Erich Fromm Lesebuch. DVA, Stuttgart 1985, ISBN 3-421-06259-5.
- Erich Fromm – Liebe zum Leben. Eine Bildbiographie. DVA, Stuttgart 1999, ISBN 3-421-05279-4.
- als Herausgeber, mit Helmut Johach, Gerd Meyer: Erich Fromm heute – Zur Aktualität seines Denkens. dtv, München 2000, ISBN 3-423-36166-2.
- Ich und wir. Psychoanalyse des postmodernen Menschen. Dtv, München 2005, ISBN 978-3-423-24444-2.
- Erich Fromms kleine Lebensschule. Herder, Freiburg im Breisgau 2007, ISBN 978-3-451-05927-8.
- Der entgrenzte Mensch. Warum ein Leben ohne Grenzen nicht frei, sondern abhängig macht. Gütersloher Verlags-Haus, Gütersloh 2011, ISBN 978-3-579-06756-8.
- Das Leben selbst ist eine Kunst: Einführung in Leben und Werk von Erich Fromm. Verlag Herder, Freiburg im Breisgau 2018, ISBN 978-3-451-03107-6